# Ömtberget
Ömtberget är ett naturreservat i Torsby kommun i Värmlands län.
Området är naturskyddat sedan 2001 och är 347 hektar stort. Reservatet omfattar toppen av Västra Ömtberget och sluttningar till detta och Östra Ömtberget samt i söder en sträcka av Gravbäcken med våtmarker. Reservatet består av granskog och sumpskog. 